# Ramón González Sicilia y de la Corte
Ramón González Sicília y de la Corte, va ser un catedràtic i polític espanyol.
Es va llicenciar en Història i Dret per la Universitat de Sevilla. Va ser professor numerari de les Escoles Normals de Mestres de Sevilla i d'Albacete. Professor auxiliar de l'Institut de Segon Ensenyament de Sevilla.
Polític maçó, va estar afiliat a la lògia "Isis i Osiris" de Sevilla, a la qual també pertanyia Diego Martínez Barrio.
Afiliat al Partit Republicà Radical, va ser elegit diputat a Corts durant a les eleccions generals espanyoles de 1931 i 1933 i per Unió Republicana formant part del Front Popular a les eleccions generals espanyoles de 1936.
Va ser Governador Civil de Sevilla, Sotssecretari d'Instrucció Pública i Director General de Primer Ensenyament. En esclatar la guerra civil espanyola es trobava a Madrid. Va escriure unes Nociones de Geografía Universal.